# Argentinië op de Olympische Zomerspelen 1956
Argentinië nam deel aan de Olympische Zomerspelen 1956 in Melbourne, Australië en Stockholm, Zweden (onderdelen paardensport). Voor het eerst sinds 1920 werd geen goud gewonnen.

## Medailles

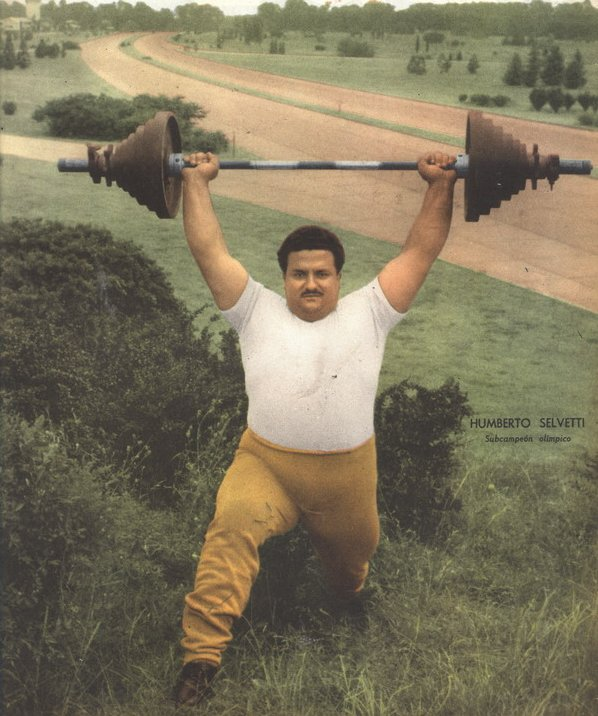
Humberto Selvetti

| Sport         | Olympiër          | Onderdeel | Medaille |
| ------------- | ----------------- | --------- | -------- |
| Gewichtheffen | Humberto Selvetti | +90kg (m) | Zilver   |
| Boksen        | Victor Zalazar    | -75kg (m) | Brons    |

## Resultaten per onderdeel

### Atletiek
| Olympiër       | Discipline       | Resultaat | Prestatie                                           |
| -------------- | ---------------- | --------- | --------------------------------------------------- |
| Ricardo Héber  | discuswerpen (m) | 11e       | kwalificatie: 11e met 47,87m finale: 11e met 49,89m |
|                |                  |           |                                                     |
| Isabel Avellán | discuswerpen (v) | 6e        | kwalificatie: 9e met 43,66m finale: 6e met 46,73m   |

### Boksen
| Olympiër           | Discipline  | Resultaat | Prestatie |
| ------------------ | ----------- | --------- | --- |
| Abel Laudonio      | -51kg (m)   | 9e        | 1e ronde: W van RSA Ludick: punten 2e ronde: V van GBR Spinks: punten                                               |
| Carmelo Tomaselli  | -54kg (m)   | 5e        | 1e ronde: vrij 2e ronde: W van THA Limcharern: punten kwartfinale: V van KOR Soon-Chun: punten                      |
| Tristan Falfán     | -57kg (m)   | 5e        | 1e ronde: vrij 2e ronde: W van PAK White: knock-out kwartfinale: V van POL Niedźwiedzki: knock-out                  |
| Francisco Nuñez    | -60kg (m)   | 17e       | 1e ronde: V van URS Lagetko: punten                                                                                 |
| Antonio Marcilla   | -63,5kg (m) | 5e        | 1e ronde: W van THA Pattapongse: knock-out 2e ronde: W van AUT Potesil: punten kwartfinale: V van ITA Nenci: punten |
| Francisco Gelabert | -67kg (m)   | 5e        | 1e ronde: W van CAN Kozak: punten kwartfinale: V van GBR Gargano: punten                                            |
| Alberto Saenz      | -71kg (m)   | 5e        | 1e ronde: vrij kwartfinale: V van HUN Papp: punten                                                                  |
| Victor Zalazar     | -75kg (m)   | Brons     | 1e ronde: W van SWE Sjölin: punten kwartfinale: W van EUA Wemhöner: punten halve finale: V van URS Shatkov: punten  |
| Rodolfo Díaz       | -81kg (m)   | 5e        | 1e ronde: vrij kwartfinale: V van USA Boyd: punten                                                                  |
| José Giorgetti     | +81kg (m)   | 5e        | 1e ronde: vrij kwartfinale: V van RSA Bekker: punten                                                                |

### Gewichtheffen
| Olympiër           | Discipline | Resultaat | Prestatie                                                                          |
| ------------------ | ---------- | --------- | ---------------------------------------------------------------------------------- |
| Carlos Seigeshifer | -90kg (m)  | DNF       | drukken: 7e met 125 kg trekken: 10e met 112,5 kg stoten: geen geldige poging       |
| Humberto Selvetti  | +90kg (m)  | Zilver    | drukken: 1e met 175 kg trekken: 1e met 145 kg stoten: 2e met 180 kg totaal: 500 kg |

### Moderne vijfkamp
| Olympiër    | Discipline | Resultaat | Prestatie |
| ----------- | ---------- | --------- | --- |
| Luis Ribera | mannen     | 11e       | paardensport: 3e met 1052,50 punten schermen: 17e met 17 overwinningen (667 punten) schietsport: 29e met 176 punten (620 punten) zwemmen: 13e in 4.14,1 (930 punten) atletiek: 21e in 15.07,0 (979 punten) totaal: 4248,50 punten |

### Paardensport
| Olympiër                                              | Discipline                 | Resultaat | Prestatie |
| ----------------------------------------------------- | -------------------------- | --------- | --- |
| Jorge Cavoti                                          | dressuur individueel       | 35e       | 483,50 punten |
| Eduardo Cano                                          | eventing individueel       | 22e       | dressuur: 43e met 152,80 strafpunten crosscountry: 22e met 79,21 strafpunten springconcours: 2e met 10 strafpunten totaal: 242,01 strafpunten |
| Juan Martín Merbilháa                                 | eventing individueel       | 8e        | dressuur: 40e met 150 strafpunten crosscountry: 9e met 23,54 punten springconcours: 2e met 10 strafpunten totaal: 136,46 strafpunten          |
| Carlos de la Serna                                    | eventing individueel       | 28e       | dressuur: 37e met 146 strafpunten crosscountry: 31e met 189,71 strafpunten springconcours: 2e met 10 strafpunten totaal: 345,71 strafpunten   |
| Eduardo Cano Juan Martín Merbilháa Carlos de la Serna | eventing team              | 6e        | 724,18 strafpunten |
| Naldo Dasso                                           | springconcours individueel | 25e       | 1e ronde: 16 strafpunten 2e ronde: 32,50 strafpunten totaal: 48,50 strafpunten                                                                |
| Carlos D'Elia                                         | springconcours individueel | 8e        | 1e ronde: 15 strafpunten 2e ronde: 4 strafpunten totaal: 19 strafpunten                                                                       |
| Pedro Mayorga                                         | springconcours individueel | 17e       | 1e ronde: 16 strafpunten 2e ronde: 16 strafpunten totaal: 32 strafpunten                                                                      |
| Naldo Dasso Carlos D'Elia Pedro Mayorga               | springconcours team        | 4e        | 99,50 strafpunten |

### Schermen
| Olympiër         | Discipline | Resultaat | Prestatie |
| ---------------- | ---------- | --------- | --- |
| Santiago Massini | degen (m)  | 37e       | 1e ronde Groep C: 7e V van USA Pew: 4-5 V van SWE Carleson: 0-5 V van BEL Achten: 3-5 V van AUS Stone: 3-5 V van COL Echeverry: 3-5                             |
| Santiago Massini | floret (m) | 26e       | 1e ronde Groep C: 7e V van FRA Netter: 4-5 V van AUS McCowage: 3-5 V van GBR Paul: 2-5 V van ITA Bergamini: 2-5 V van BEL Delaunois: 3-5 W van USA Krieger: 5-1 |

### Schietsport
| Olympiër          | Discipline              | Resultaat | Prestatie                             |
| ----------------- | ----------------------- | --------- | ------------------------------------- |
| Alberto Martijena | 50m pistool (m)         | 18e       | 526 punten: (85-91-91-88-88-83)       |
| Oscar Cervo       | 25m snelvuurpistool (m) | 5e        | 580 punten: (98-96-95-100-97-94)      |
| León Bozzi        | trap (m)                | 27e       | 146 punten: (21-15-21-17-20-18-20-14) |
| Juan Gindre       | trap (m)                | 16e       | 170 punten: (22-23-17-22-22-20-22-22) |

### Worstelen
| Olympiër       | Discipline     | Resultaat      | Prestatie                                                                                             |
| Grieks-Romeins | Grieks-Romeins | Grieks-Romeins | Grieks-Romeins                                                                                        |
| -------------- | -------------- | -------------- | --- |
| Adolfo Díaz    | -57kg (m)      | 7e             | 1e ronde: W van AUS Sweeney: fall 2e ronde: V van FIN Nykänen: 1-2 3e ronde: V van HUN Hódos: fall    |
| Juan Rolón     | -67kg (m)      | 8e             | 1e ronde: V van TUR Doğan: 0-3 2e ronde: V van ROU Gheorghe: 0-3                                      |
| Vrije stijl    |                |                | |
| Juan Rolón     | -67kg (m)      | 12e            | 1e ronde: V van HUN Tóth: fall 2e ronde: W van AUS Schumacher: 3-0 3e ronde: V van JPN Kasahara: fall |

### Zeilen
| Olympiër             | Discipline       | Resultaat | Prestatie                            |
| -------------------- | ---------------- | --------- | ------------------------------------ |
| Esteban Luis Berisso | finn (m)         | 18e       | 1403 punten: (18-14-13-16-15-13-DNF) |
| Ovidio Manuel Lagos  | star (m)         | 11e       | 1260 punten: (9-6-10-DNF-9-DNF-9)    |
| Jorge Salas Chávez   | drakenklasse (m) | 4e        | 4225 punten: (3-8-2-7-DNF-3-4)       |

Afghanistan · Argentinië · Australië · Bahama's · België · Bermuda · Birma · Brazilië · Brits-Guiana · Bulgarije · Cambodja* · Canada · Ceylon · Chili · Colombia · Cuba · Denemarken · Duits eenheidsteam · Egypte* · Ethiopië · Fiji · Filipijnen · Finland · Frankrijk · Griekenland · Groot-Brittannië · Hongarije · Hongkong · Ierland · IJsland · India · Indonesië · Iran · Israël · Italië · Jamaica · Japan · Joegoslavië · Kenia · Liberia · Luxemburg · Malakka · Mexico · Nederland* · Nieuw-Zeeland · Nigeria · Noord-Borneo · Noorwegen · Oeganda · Oostenrijk · Pakistan · Peru · Polen · Portugal · Puerto Rico · Roemenië · Singapore · Sovjet-Unie · Spanje* · Taiwan · Thailand · Trinidad en Tobago · Tsjecho-Slowakije · Turkije · Uruguay · Venezuela · Verenigde Staten · Vietnam · Zuid-Afrika · Zuid-Korea · Zweden · Zwitserland*

*alleen deelgenomen in Stockholm